# Paddy Roy Bates
Patrick Roy Bates (29 de agosto de 1921 – 9 de octubre de 2012) fue un locutor de radio pirata británico, que fundó la micronación del Principado de Sealand. Fue mayor en el ejército británico durante la Segunda Guerra Mundial.

## Primeros años
Bates nació en Ealing, Londres en 1921. Sirvió en el ejército británico, ascendiendo al rango de Mayor y resultó herido varias veces. Sirvió en la batalla de Monte Cassino en el marco de la  campaña italiana y había estado con el Octavo Ejército en el norte de África. Luego trabajó de pescador.

## Radio Essex
Luego pasó a la radiodifusión a través de una radio pirata. En 1965, expulsó al personal de la estación pirata Radio City que había ocupado Knock John Tower, una plataforma de defensa naval británica de la Segunda Guerra Mundial.
Usando el equipo militar que quedó en la plataforma, Bates usó una vieja radiobaliza de la Fuerza Aérea de los Estados Unidos para transmitir su estación. Desde Knock John Tower, dirigió Radio Essex desde 1965 hasta 1966 y logró convertirse en la primera estación de radio pirata en ofrecer su servicio las 24 horas.
La estación cambió su nombre en octubre de 1966 a Britain's Better Music Station (BBMS) después de que Bates fuera condenado por violar la Sección Uno de la Ley de Telegrafía Inalámbrica de 1949. Luego, Bates fue multado con £ 100 por sus continuas transmisiones ilegales. Debido a la insuficiencia de fondos, BBMS salió del aire en 1966.

## Formación de Sealand
Bates trasladó su operación a la cercana Roughs Tower, otro fuerte ubicado más allá del límite de las aguas territoriales del Reino Unido, pero, a pesar de tener el equipo necesario, nunca volvió a emitir.
El 14 de agosto de 1967 entró en vigor la Ley de delitos de radiodifusión marítima de 1967, que prohibía la radiodifusión desde determinadas estructuras marinas, por ejemplo, plataformas como la de Bates. 19 días después, el 2 de septiembre de 1967, Bates declaró la independencia de Roughs Tower y la consideró el Principado de Sealand.
Ronan O'Rahilly de otra estación de radio pirata, Radio Caroline, junto con un pequeño grupo de hombres, intentaron asaltar la plataforma que reclamaba Bates. Bates y compañía utilizaron bombas de gasolina y pistolas para frustrar el intento de O'Rahilly. Como resultado del conflicto, la Royal Navy se dirigió a Roughs Tower, sin embargo, fueron los destinatarios de disparos de advertencia disparados por el hijo de Bates, Michael, cuando entraron en lo que Bates afirmó ser las aguas territoriales de Sealand.
Bates y su hijo fueron arrestados y llevados a un tribunal británico de armas. El tribunal desestimó el caso, alegando que el tribunal británico no tenía jurisdicción sobre asuntos internacionales ya que Roughs Tower se encontraba más allá de las aguas territoriales de Gran Bretaña.
Bates tomó esto como un reconocimiento de su micronación y siete años más tarde emitió una constitución, una bandera y un himno, entre otras cosas, para Sealand.

## Incidente de 1978
En 1978, un empresario alemán, Alexander Achenbach, junto con otros alemanes y neerlandeses, invadieron Roughs Tower y tomaron como rehén al hijo de Bates, Michael. Bates y otros lanzaron un contraataque en las primeras horas de la mañana para recuperar el fuerte. Mantuvo a los alemanes y holandeses como prisioneros de guerra. Como uno había aceptado un pasaporte de Sealand, fue detenido y condenado por traición mientras que el resto fue liberado. Alemania luego envió a un diplomático a Gran Bretaña para solicitar la intervención, pero Gran Bretaña afirmó que no tenía jurisdicción. Luego, Alemania envió directamente a un diplomático a Sealand para negociar la liberación del prisionero. Fue puesto en libertad y Roy Bates afirmó que el acto de negociación diplomática era un reconocimiento de facto de Sealand, lo que Alemania ha negado actualmente.

## Vida posterior y muerte
Bates se retiró y vivió en Inglaterra durante su vida posterior. Su hijo Michael estaba entonces a cargo de la administración de Sealand como "Príncipe Regente", aunque vivía en el continente británico. El 9 de octubre de 2012, Paddy Bates murió en una residencia de ancianos en Leigh-on-Sea, Essex después de haber padecido Alzheimer durante varios años.

## Títulos y tratamientos
La familia Bates se ha autoconcedido el título de príncipe soberano de Sealand con el tratamiento de majestad (al considerar a Sealand como un principado). Otros títulos, desde duque a títulos menores, se han concedido o vendido a interesados, y actualmente están a la venta y se pueden adquirir a través de la web oficial de la micronación.
| ● 1967-1999: | Su majestad el príncipe soberano del Principado de Sealand |